# Baltra Island
Baltra Island är en ö i Ecuador.   Den ligger i provinsen Galápagos, i den västra delen av landet, 1 300 km väster om huvudstaden Quito. Arean är 27,0 kvadratkilometer.
Terrängen på Baltra Island är platt. Öns högsta punkt är 69 meter över havet. Den sträcker sig 8,1 kilometer i nord-sydlig riktning, och 5,7 kilometer i öst-västlig riktning.  Trakten runt Baltra Island består i huvudsak av gräsmarker.